# Брезен (Изер)
Брезен (фр. Brézins) — коммуна во Франции, находится в регионе Рона — Альпы. Департамент коммуны — Изер. Входит в состав кантона . Округ коммуны — Гренобль.
Код INSEE коммуны — 38058. Население коммуны на 1999 год составляло 1326 человек. Населённый пункт находится на высоте от 356 до 407 метров над уровнем моря. Муниципалитет расположен на расстоянии около 450 км юго-восточнее Парижа, 60 км юго-восточнее Лиона, 38 км северо-западнее Гренобля. Мэр коммуны — Henri Gerbe, мандат действует на протяжении 2001—2008 гг.
Динамика населения (INSEE):